# 艋舺清水巌
艋舺清水巌（もうこうせいすいがん）は、台湾台北市万華区に位置する寺院。艋舺祖師廟とも。艋舺龍山寺・大龍峒保安宮と並ぶ「台北の三大廟門」といわれる。また、淡水祖師廟、三峡祖師廟とともに「台北三大祖師廟」とも呼ばれる。

## 概要
1787年に創建された。日本統治時代の1922年に当寺を仮校舎として、台北州立第二中学校（現・成功高級中学）を創立開校した。1985年に台湾の国定史跡に指定された。
主神は清水祖師であるが、媽祖、関羽など様々な神が祀られている。

## アクセス
- 台北捷運（地下鉄）板南線龍山寺駅から徒歩5分。